# 沙丘魔堡：皇權爭霸
《沙丘魔堡：皇權爭霸》（俗称「沙丘魔堡3000」）是一套由美國西木工作室於2001年推出的即時戰略遊戲，也是該公司最後一套推出的即時戰略遊戲，之後西木就被發行商美商藝電解散。

## 故事大綱
統治著整個已知宇宙的皇帝沙德姆·柯瑞诺四世（Emperor Shaddam Corrino IV）在巡視富有稀有資源「香料（Spice）」的沙漠星球亞拉奇斯（Arrakis，別稱「沙丘（Dune）」）時被暗殺了；由於皇帝沒有子嗣，在隨之而來的權力真空中，三大家族─亞崔迪、哈肯尼與奧多斯爭奪帝位，為了避免宇宙爆發全面戰爭而在領航員公會的斡旋之下以亞拉奇斯為戰場做最後的對決以確立帝位的傳承。此外在這三大主要陣營的戰事之中，有五個次要陣營能影響事態的走向......

## 遊戲模式
玩家可在戰役模式中選擇三大主要參戰陣營其中之一，藉由與其他兩個敵對陣營間每一關的領土攻守交替來吞併對方領土、保衛己方領土，而每個領土上就有不同的隨機任務目標，玩家可以自行判斷是否遵照目標，也會影響後續五個次要陣營的友好態度；若打下敵方駐軍總部之後，就會進入直取敵方母星首都的關卡，待拿下敵方母星後，就會進入最終挑戰─消滅王蟲（Emperor Worm）。
另外玩家可在遭遇戰模式中，可以選擇零到兩個子陣營加入戰局，與敵方AI或真人玩家交戰。若玩家的地圖在沙丘星球的話，就可以採集香料礦；若玩家的地圖在三大陣營的母星的話，由於沒有香料礦可採集，系統會定期送定量的金錢補給。

### 參戰陣營
亞崔迪（Atreides）
亞崔迪遠征軍據守亚拉奇斯西南部，戰力均衡並注重經驗的傳承。因戰功而受勳三次的士兵可以調回兵營，提升該兵營教育出的部隊的素質，而有三名這樣的士兵擔任教官的兵營更是可以立刻向戰場直接提供最優秀的精鋭戰士。
哈肯尼（Harkonnen）
哈肯尼遠征軍據守亚拉奇斯北部，他們兵強馬壯的軍容，帶來了壓倒性的火力與防禦力，彌補了其後勤體系不良，缺乏醫療與維修單位的缺憾。
奧多斯（Ordos）
奧多斯遠征軍據守亚拉奇斯東南部，以生化與奈米科技見長，所有單位都有自我治療或修復的能力。

### 子陣營
佛曼（Fremen）
佛曼人是亞拉奇斯的原住民。步兵具有一定程度的匿蹤能力，且不會被沙蟲發現。
特拉蘇氏族（Tleilaxu）
特拉蘇具有多種生化改造技術，在戰場上能將異變病毒傳染給敵軍。
以克斯氏族（Ix）
與特拉蘇是不共戴天的死對頭，且具有多種高科技載具以騷擾敵軍或偵獲匿蹤單位。
皇家禁衛軍「薩督卡（Sardaukar）」
原先是只效忠於柯瑞诺皇室，在已知宇宙中最知名並令人畏懼的精銳軍事組織，但在皇帝駕崩後失去了存在的意義，決定觀察三大家族的決戰並從中擁護能贏得認可的繼位者。
領航員公會（Spacing Guild）
藉由掌握星際導航技術來主宰星際貿易的大財團，與特拉蘇有著檯面下不可告人的隱情……